# Гендель, Георг Фридрих
Гео́рг Фри́дрих Ге́ндель (нем. Georg Friedrich Händel, англ. George Frideric Handel; 23 февраля (5 марта) 1685, Галле, Священная Римская империя — 14 апреля 1759, Лондон, Королевство Великобритания) — немецкий и английский композитор эпохи барокко, известный своими операми, ораториями и концертами. 
Родился в Германии (в один год с И. С. Бахом и Д. Скарлатти), получил музыкальное образование и опыт в Италии, с 27 лет жил в Лондоне и в 1727 году стал английским подданным. В число его наиболее знаменитых произведений входят «Мессия», «Музыка на воде» и «Музыка для королевского фейерверка». 
В середине XVIII века Гендель был самым известным композитором (гораздо известнее, например, Баха) и воспринимался как живой классик. Считается национальным композитором Великобритании, где его произведения традиционно исполняют на коронациях и иных официальных торжествах. 
Оперное наследие Генделя (за исключением избранных арий вроде Ombra mai fu и Lascia ch'io pianga) долгое время оставалось забытым, однако с развитием аутентизма во второй половине XX века многие ведущие театры западного мира стали включать в свой репертуар оперы Генделя. Первыми их «переоткрыли» (ещё в 1920-е годы) театры Германии.

## Биография

### Ранние годы

#### Происхождение

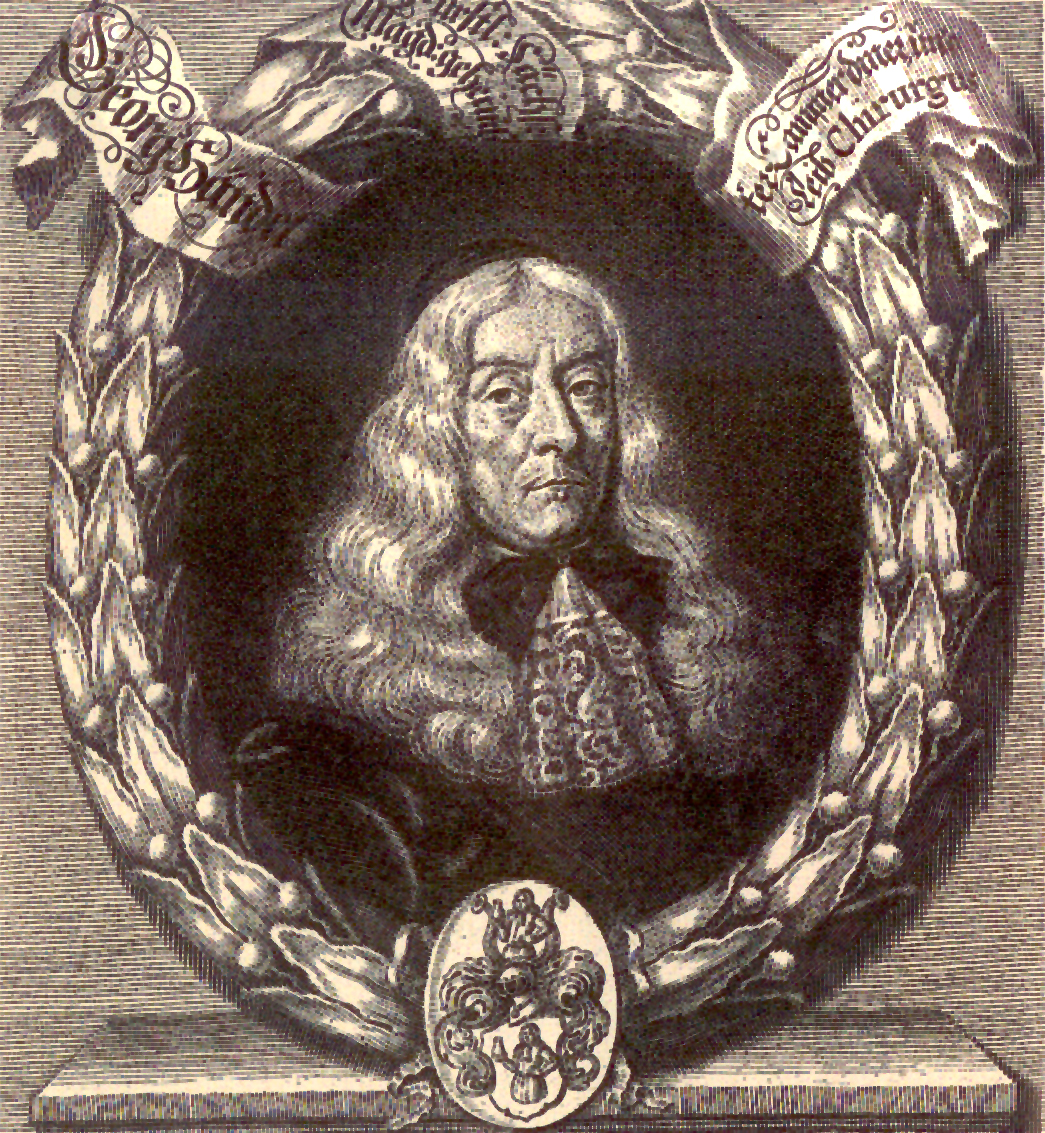
Георг Гендель, отец композитора

По всей видимости, семья Генделя поселилась в саксонском городе в начале XVII века. Дед композитора Валентин Гендель (1582—1636) был медником из Бреслау; в Галле в 1607 году он женился на Анне Байхлинг (1586—1670) дочери мастера-медника Самуэля Байхлинга. Его сын, Георг Гендель (1622—1697) был придворным цирюльником-хирургом, служившим в суде Бранденбурга и Саксонии, а также почётным гражданином Галле. Когда родился Георг Фридрих, первый ребёнок Георга от второго брака, ему было уже 62 года.
Мать Георга Фридриха Генделя, Доротея Гендель, урождённая Тауст (1651—1730) выросла в семье священника Георга Тауста (1606—1685) и была правнучкой лютеранского теолога и филолога Иоганнеса Олеария (1546—1623). Когда её брат, сестра и отец умирали от чумы, она до конца оставалась рядом с ними и отказывалась их покидать. Георг и Доротея обвенчались в 1683 году. У Георга Фридриха Генделя было множество братьев и сестёр. Родители Генделя были очень религиозны и являлись типичными представителями буржуазного общества конца XVII века.

#### Детство и учёба (1685—1702)
Гендель родился 23 февраля (5 марта) 1685 года в Галле. Отец наметил для Георга Фридриха карьеру юриста и всячески противился его тяготению к музыке, так как придерживался укрепившегося в Германии мнения, что музыкант — не серьёзная профессия, а лишь развлекательная. Однако протесты отца не возымели должного действия на Георга Фридриха: он в возрасте четырёх лет самостоятельно научился играть на клавесине. Этот инструмент находился на чердаке, куда Георг Фридрих приходил по ночам, когда члены семьи спали.
В 1692 году Георг Фридрих вместе с отцом уехал в Вайсенфельс к своему двоюродному брату Георгу Кристиану. Здесь местный правитель Иоганн Адольф I оценил талант семилетнего Генделя, играющего на органе, и посоветовал отцу не препятствовать музыкальному развитию ребёнка.
Отец последовал этому совету: в 1694 году Гендель начал заниматься у композитора и органиста Фридриха Вильгельма Цахау в Галле, под руководством которого изучал композицию, генерал-бас, игру на органе, клавесине, скрипке и гобое. Именно в период обучения у Цахау Гендель сформировался как композитор и исполнитель. Цахау научил Генделя облекать музыкальные идеи в совершенную форму, обучил разным стилям, показал различные методы записи, свойственные разным национальностям. На Генделя также повлиял стиль Цахау; влияние учителя заметно в некоторых произведениях композитора (например, в «Аллилуйе» из «Мессии»).
Закончив обучение у Цахау, Гендель в 1696 году посетил Берлин, где впервые начал выступать в качестве клавесиниста и аккомпаниатора на концертах при дворе курфюрста. Одиннадцатилетний клавесинист пользовался успехом в высших кругах и курфюрст Бранденбургский пожелал, чтобы Георг Фридрих служил у него и предложил отцу мальчика отправить Георга Фридриха в Италию для окончания обучения, однако Георг Гендель отказался, пожелав видеть сына рядом с собой. Гендель вернулся в Галле, но не успел застать отца: тот скончался 11 февраля 1697 года.
В 1698—1700 годах Георг Фридрих учился в гимназии в Галле. В 1701 году замещал органиста в реформатском соборе. В этот период он познакомился с композитором Георгом Филиппом Телеманом. Два молодых композитора имели много общего, и дружба между ними укрепилась.
В 1702 году Гендель поступил на юридический факультет Университета Галле. Здесь он изучал богословие и право. Факультет богословия был центром пиетизма, но Гендель, будучи очень религиозным, всё же не разделял взглядов пиетистов. Праву композитор обучался под руководством профессора Христиана Томазия, однако предмет не вызвал у него интереса. Параллельно с учёбой Гендель преподавал теорию и пение в протестантской гимназии, был музыкальным руководителем и органистом в соборе.

#### Гамбург (1703—1706)

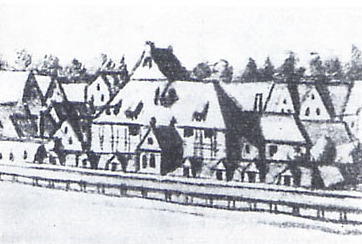
Гамбургский оперный театр в 1726 году

В 1703 году молодой Гендель переехал в Гамбург, где находился единственный на тот момент немецкий оперный театр. Обосновавшись здесь, композитор познакомился с Иоганном Маттезоном и Райнхардом Кайзером. Последний руководил оркестром оперного театра, в который Гендель поступил на работу в качестве скрипача и клавесиниста. Кайзер во многом послужил примером для Генделя: руководитель оркестра выступал против использования немецкого языка в операх и в своих сочинениях смешивал немецкие слова с итальянскими; Гендель, сочиняя первые оперы, поступил точно так же.
Гендель какой-то период был в очень близких отношениях с Маттезоном. Вместе с ним композитор летом 1703 года посетил Любек, чтобы послушать известного композитора и органиста Дитриха Букстехуде, который предложил двум музыкантам заменить его на посту органиста, для чего нужно было жениться на его дочери. Гендель и Маттезон отказались от этого предложения.
В 1705 году он написал свои первые оперы, «Альмира» и «Нерон». Они были поставлены в Гамбургском театре при содействии Райнхарда Кайзера. Премьера «Альмиры» состоялась 8 января, а «Нерон» был поставлен 25 февраля. В обеих постановках Иоганн Маттезон исполнил второстепенные роли. Однако театр был в бедственном материальном положении, не было предпосылок для развития немецкой национальной оперы. В творчестве Генделя проявлялась приверженность к итальянскому барокко, и он уехал в Италию в 1706 году по приглашению герцога Тосканского Джана Гастоне Медичи, посетившего Гамбург в 1703—1704 годах.
В 1708 году в Гамбургском театре под руководством Кайзера были поставлены две оперы Генделя, написанные им в 1706 году, которые представляли собой дилогию, — «Флориндо» и «Дафна».

### Италия (1706—1709)
Гендель приехал в Италию в 1706 году, в самый разгар войны за испанское наследство. Он побывал в Венеции, после чего переехал во Флоренцию. Здесь музыкант гостил у герцога Тосканского Джана Гастоне Медичи и его брата Фердинандо Медичи (великий принц Тосканский), который интересовался музыкой и играл на клавире. Фердинандо спонсировал многие постановки опер во Флоренции, первое фортепиано было сделано под его покровительством. Всё же Генделя здесь приняли довольно сухо, отчасти из-за того, что его немецкий стиль был чуждым для итальянцев. Во Флоренции Гендель написал несколько кантат (HWV 77, 81 и другие).
В 1707 году Гендель посетил Рим и Венецию, где познакомился с Доменико Скарлатти, с которым состязался в игре на клавире и органе. В Риме, где Гендель жил с апреля по октябрь, опера была под папским запретом, и композитор ограничился сочинением кантат и двух ораторий, в том числе оратории «Триумф Времени и Правды», либретто которой написал кардинал Бенедетто Памфили. Гендель быстро освоил стилистику итальянской оперы и вернувшись из Рима во Флоренцию, занялся первой постановкой оперы «Родриго» (премьера состоялась в ноябре), которая имела успех у итальянской публики.
В 1708 году Гендель написал ораторию «Воскресение». В том же году он снова посетил Рим, где познакомился с Алессандро Скарлатти, Арканджело Корелли, Бенедетто Марчелло и Бернардо Паскуини. Он пользовался популярностью в высших кругах и завоевал славу первоклассного композитора. Композитор часто приходил на концерты и встречи в Аркадианскую академию, где выступали Скарлатти, Корелли и многие другие. В этом году им была написана пасторальная серенада «Ацис, Галатея и Полифем». В июне Гендель уехал в Неаполь, где также был очень тепло принят.
Вторая итальянская опера композитора, — «Агриппина», была поставлена в 1709 году в Венеции. «Агриппина» имела оглушительный успех и считается лучшей «итальянской» оперой Генделя.

### Ганновер и Лондон (1710—1712)

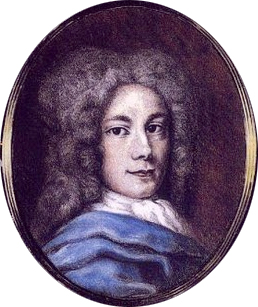
Гендель в 1710-х

В 1710 году Гендель приехал в Ганновер по совету некоего барона Килмансека, которого музыкант встретил в Италии. Здесь его встретил композитор Агостино Стеффани, любивший творчество Генделя. Стеффани помог ему стать капельмейстером при дворе ганноверского курфюрста Георга I, которому по закону 1701 года предстояло стать королём Великобритании. Во время работы капельмейстером в Ганновере Гендель посетил свою престарелую, ослепшую мать в Галле. Гендель попросил разрешения ехать в Лондон и получив его, осенью 1710 года отправился в столицу Великобритании через Дюссельдорф и Голландию.
Английская музыка была в упадке, здесь ещё не был развит жанр оперы, которая была популярна только в дворянских кругах, а в Лондоне не осталось ни одного композитора. Приехав сюда зимой, Гендель был представлен королеве Анне и сразу удостоился её благосклонности.

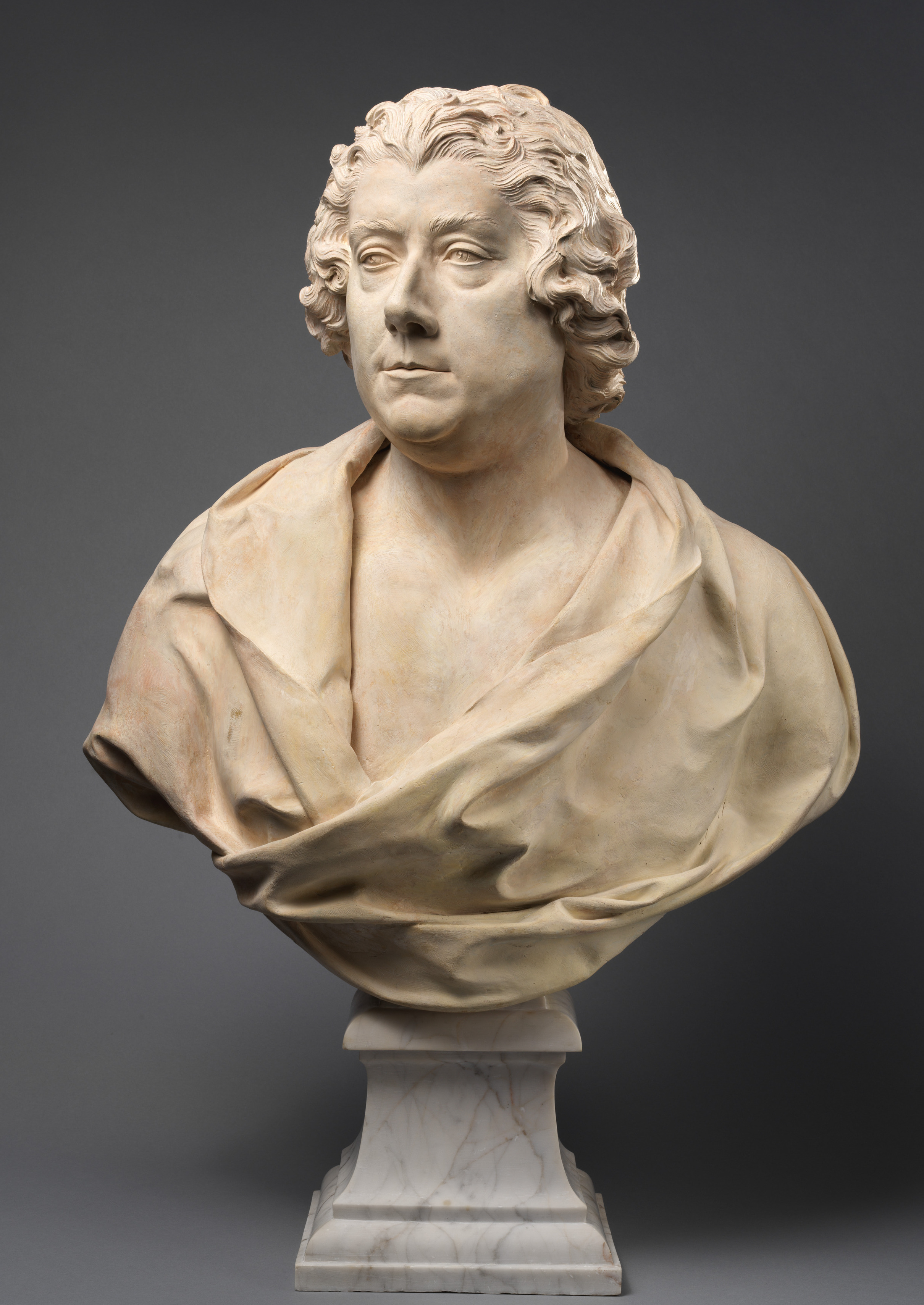
Кастрат Сенезино, исполнявший главные партии во многих операх и ораториях Генделя

Завоевав популярность в Лондоне, Гендель взялся за сочинение новой оперы. Либретто для его будущего сочинения написал итальянский писатель, живущий в Англии, Джакомо Росси по сценарию Аарона Хилла, директора Театра Её Величества в Хеймаркете. Первая итальянская опера композитора для английской сцены «Ринальдо» была поставлена 24 февраля 1711 года в Театре Её Величества, имела огромный успех и принесла Генделю славу первоклассного композитора, единственно только удостоившись негативных отзывов противников итальянской оперы Ричарда Стила и Джозефа Аддисона. В июне 1711 года Гендель вернулся в Ганновер, но планировал снова вернуться в Лондон.
В Ганновере композитор написал около двадцати камерных дуэтов, концерт для гобоя, сонаты для флейты и баса. Он завязал дружбу с принцессой Каролиной (будущей королевой Великобритании). Однако в Ганновере не было оперного театра, и это помешало Генделю поставить здесь «Ринальдо». Поздней осенью 1712 года Гендель во второй раз едет в Лондон, получив разрешение с условием вернуться, проведя в Лондоне неопределённое время.

### Великобритания (1712—1759)
Приехав в Лондон, Гендель сразу же занялся постановкой своей новой оперы «Верный пастух». Она была поставлена 22 ноября 1712 года в Хеймаркете. Либретто написал Джакомо Росси (автор либретто «Ринальдо») на основе трагикомедии Баттисты Гуарини. Опера была поставлена всего шесть раз и так же как следующая опера «Тезей» (премьера 11 января 1713 года), не имела того успеха, которым пользовался «Ринальдо».
Гендель стремился укрепить свои позиции в Англии и, чтобы показать свою лояльность английскому двору, в январе 1713 года написал Утрехтский Te Deum, посвящённый утрехтскому мирному договору, положившему конец войне за испанское наследство. Te Deum должен был быть исполнен во время национального торжества, однако английские законы запрещали иностранцу писать музыку для официальных церемоний. Тогда Гендель подготовил поздравительную оду в честь дня рождения королевы Анны, которая была исполнена 6 февраля в Сент-Джеймсском дворце и очень понравилась Её Величеству. Анна пожаловала ему пожизненную пенсию в 200 фунтов. 7 июля в соборе Святого Павла был исполнен Утрехтский Te Deum.
Гендель провёл год в графстве Суррей, в доме богатого мецената и любителя музыки Барна Элмса. Затем в течение двух лет жил у графа Бёрлингтона (близ Лондона), для которого написал оперу «Амадис» (премьера — 25 мая 1715). Королева была в плохих отношениях с ганноверской ветвью семьи, в том числе с патроном Генделя, а Гендель в то время уже имел звание композитора при английском дворе и не думал о возвращении в Ганновер, несмотря на своё обещание.

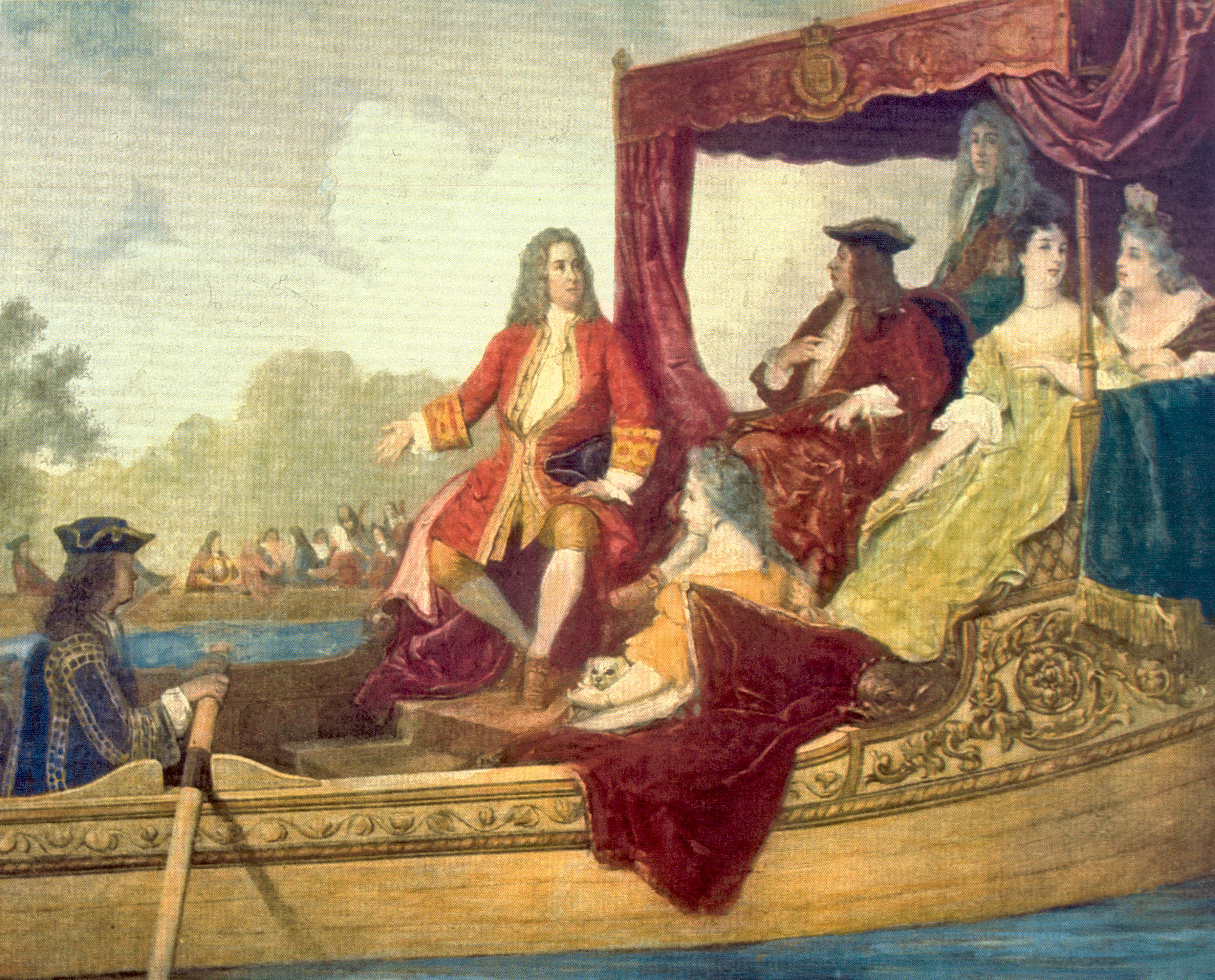
Гендель и Георг I на Темзе

1 августа 1714 года королева Анна скончалась. Её место на престоле занял Георг I Ганноверский, приехав в Лондон. Гендель очутился в затруднительном положении, так как теперь его патрон, которому он обещал вернуться, был здесь. Композитору нужно было снова заслужить милость короля. Но Георг был добросердечным человеком и очень любил музыку, так что, услышав новую оперу Генделя «Амадис», снова принял его в свой двор.
В июле 1716 года Гендель в свите короля Георга посетил Ганновер. В этот момент в Германии был популярен жанр Страстей. Гендель решил написать произведение в этом жанре по либретто Бартольда Генриха Брокеса «Der für die Sünde der Welt gemarterte und sterbende Jesus», на основе которого написали пассионы десять разных композиторов, в том числе Маттезон, Телеман и Кайзер. Новый пассион «Страсти Брокеса» был демонстрацией того, что этот жанр был чужд композитору.

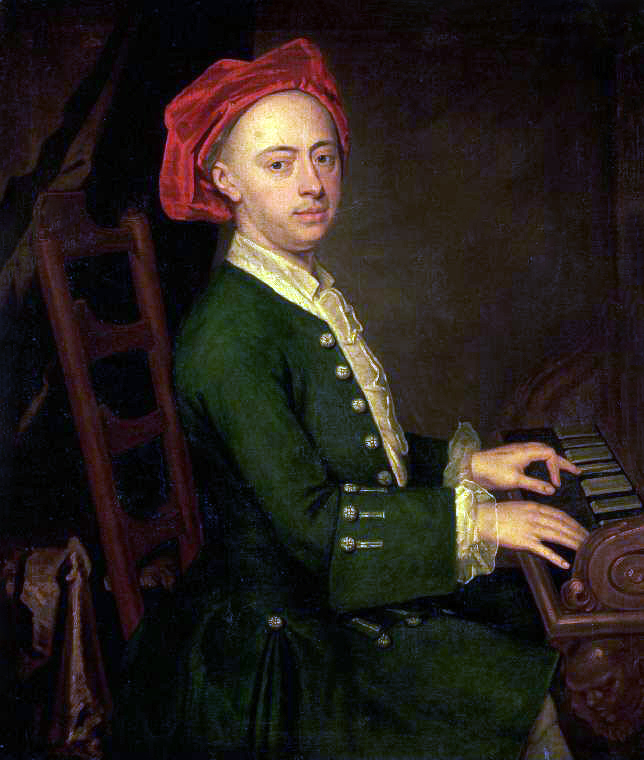
Так называемый «чендосский» портрет Генделя, написан в период его проживания в Кэннонс

С лета 1717 до весны 1719 года Гендель по приглашению герцога Чендоса жил в его усадьбе Кэннонс (англ. Cannons) в четырнадцати с половиной километрах от Лондона, где сочинил антемы (HWV 146—156), ораторию «Эстер» и кантату «Ацис и Галатея». За ораторию «Эстер» (первая постановка состоялась в Кэннонсе 20 августа 1720 года) герцог Чендос заплатил Генделю тысячу фунтов. В 1718 году композитор руководил домашним оркестром герцога.
С 1720 по 1728 год Гендель занимает должность директора Королевской академии музыки. Получив должность, Гендель отправился в Германию, чтобы набрать певцов в свою труппу, побывал в Ганновере, Галле, Дрездене и Дюссельдорфе. С этого момента композитор начинает активную деятельность в области оперы. 27 апреля 1720 года в Хеймаркете состоялась премьера новой, посвящённой королю оперы композитора «Радамист», которая имела успех. Однако в конце года в Лондон приехал итальянский композитор Джованни Бонончини и поставил свою оперу «Астарта», которая затмила генделевского «Радамиста». Так как Гендель писал оперы в итальянском стиле, между ним и Бонончини началась конкуренция. Итальянского композитора поддерживали многие аристократы, настроенные враждебно по отношению к Генделю и находившиеся в оппозиции к королю. Последующие оперы Генделя оказались неудачными, за исключением «Юлия Цезаря». Гендель задействовал в опере «Алессандро» (премьера — 5 мая 1721 года) итальянских певиц Фаустину Бордони и Франческу Куццони, враждовавших между собой.
13 февраля 1726 года композитор переходит в британское подданство. В июне 1727 года скончался король Георг I, его место на престоле занял Георг II, принц Уэльский, по случаю коронации Георга II Гендель написал антем «Садок-Священник» (англ. Zadok the Priest).
В 1728 году состоялась премьера «Оперы нищих» Джона Гея и Иоганна Пепуша, содержавшая сатиру на аристократическую итальянскую оперу-сериа, в том числе на творчество Генделя. Постановка этой оперы оказалась тяжёлым ударом для Академии, и организация оказалась в тяжёлом положении. Гендель же нашёл поддержку в лице Джона Джеймса Хейдеггера и отправился в Италию на поиски новых исполнителей, так как старые уехали из Англии после краха предприятия. Будучи в Италии, Гендель посетил Школу Оперы Леонардо Винчи, чтобы обновить свой стиль сочинения итальянских опер; здесь выступали за более драматический характер исполнения и были против концертного стиля в опере. Эти изменения в стиле композитора можно заметить в его последующих операх «Лотарь» (2 декабря 1729), «Партенопа» (24 февраля 1730) и других. Наиболее успешной оперой этого периода считается «Орландо» (27 января 1733), написанная на либретто Никола Хайма, которое он сочинил в последний месяц своей жизни. Во время путешествия по Италии Гендель узнал об ухудшении здоровья матери и срочно вернулся в Галле, где пробыл с матерью две недели.
Гендель также сочинил две оратории («Девора» и «Гофолия»), которые не имели успеха, после чего вновь обратился к итальянским операм. В этот момент принц Уэльский, конфликтующий с отцом Георгом II, основал «Оперу дворянства» и настроил против Генделя итальянского композитора Николу Порпора, с которым у них завязалась конкуренция. К Порпора также присоединился Иоганн Хассе, однако они не выдержали конкуренцию. Дела Генделя шли на лад, ему удалось собрать в труппу новых итальянских певцов. Он договорился с Джоном Ричем о постановках в Ковент-Гардене, где с началом сезона поставил новую французскую оперу-балет «Терпсихора» (9 ноября 1734), написанную специально для французской балерины Салле, а также две новые оперы «Ариодант» (8 января 1735) и «Альчина» (16 апреля); здесь он также ставил свои старые произведения. В 1720-х и 1730-х годах Гендель писал много опер, а начиная с 1740-х годов основное место в его творчестве заняли оратории (самая известная из них — «Мессия» на либретто Ч. Дженненса — была поставлена в Дублине).
В конце 1740-х годов у Генделя ухудшилось зрение. 3 мая 1752 года его безуспешно оперировал доктор-шарлатан Джон Тейлор (до того оперировавший Баха в 1750 году, который тоже страдал от катаракты). Болезнь Генделя продолжила прогрессировать. В 1753 году наступила полная слепота. За несколько дней до смерти, 6 апреля 1759 года, Гендель дирижировал ораторией «Мессия». Во время исполнения силы оставили его, и спустя некоторое время, в канун Пасхи, 14 апреля 1759 года, он скончался. Похоронен в Вестминстерском аббатстве (Уголок поэтов).

## Творчество
См. также: Каталог работ Генделя
За свою жизнь Гендель написал около 40 опер («Юлий Цезарь», «Ринальдо» и т. д.), 32 оратории, множество церковных хоралов, органных концертов, камерной вокальной и инструментальной музыки, такие как фугетта (ре мажор), а также ряд произведений «популярного» характера («Музыка на воде», «Музыка для королевских фейерверков», Concerti a due cori).
По мнению П. И. Чайковского:

«Гендель был неподражаемый мастер относительно умения распоряжаться голосами. Нисколько не насилуя хоровые вокальные средства, никогда не выходя из естественных пределов голосовых регистров, он извлекал из хора такие превосходные эффекты, каких никогда не достигали другие композиторы…»— Чайковский П. И. Музыкально-критические статьи. — М., 1953. — С. 85.

## Наследие
В 1856 году в Лейпциге было создано Генделевское общество (англ. Händel-Gesellschaft) по инициативе Фридриха Кризандера и Георга Готфрида Гервинуса. С 1858 по 1903 год общество публиковало произведения Генделя (издательство Брейткопф и Хертель). В начале Кризандер самостоятельно издавал произведения композитора, находясь у себя дома, а когда денег не хватало, продавал овощи и фрукты, выращенные в его саду. За 45 лет Генделевское общество издало более ста томов сочинений композитора. Это издание неполное.
В 1882—1939 годах в Лондоне существовало другое Генделевское общество, целью которого было исполнение малоизвестных произведений Генделя, в основном хоровых.
Общество Галлевское издательство Генделя (англ. Hallische Händel-Ausgabe), сокращённо HHA, существующее с 1955 года, издало более полное собрание сочинений, сделав основной акцент на критическую оценку творчества: в предисловии всех томов говорится, что издание предназначено для удовлетворения научных и практических нужд.
Наиболее известный каталог произведений Генделя (Händel-Werke-Verzeichnis, сокращённо HWV) был опубликован немецким музыковедом Берндом Базельтом в 1978—1986 годах в трёх томах. Опираясь на документы, Базельт описывает все авторские произведения Генделя, а также произведения, авторство которых сомнительно.

## Гендель в фильмах

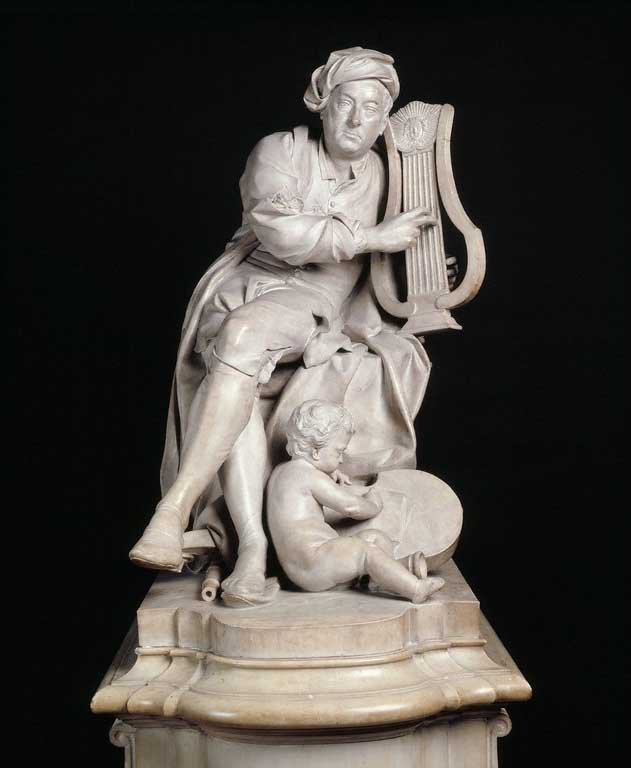
Мраморная статуя Генделя работы Рубийяка, созданная в 1738 году для парка лондонского Воксала

- 1942 — «Великий г-н Гендель» (англ. The Great Mr. Handel; режиссёр Норман Уолкер (англ. Norman Walker); G.H.W. Productions Ltd., Independent Producers); в главной роли Уилфрид Лоусон (англ. Wilfrid Lawson)
- 1985 — «Боже, испепели Танбридж-Уэллс!»[англ.], в роли юного Генделя — Крис Брэмвелл (англ. Christopher Bramwell), Гендель в среднем возрасте — Дэйв Гриффитс (Dave Griffiths и Тревор Ховард (Trevor Howard)
- 1985 — «Честь, выгода и удовольствие» (Honour, Profit & Pleasure; режиссёр Анна Амброуз, Anna Ambrose; Spectre Films), в роли Генделя — Саймон Кэллоу
- 1991 — «Ужин в четыре руки» (кат. Sopar a quatre mans; TV3[кат.]), в роли Генделя — Хоаким Кардона (кат. Joaquim Cardona i Solsona)
- 1992 — «Возможная встреча»; режиссёры — Вячеслав Долгачёв и Сергей Сатыренко, в роли Генделя — Олег Ефремов
- 1994 — «Фаринелли», в роли Генделя Йерун Краббе
- 1996 — «Последний шанс Генделя» (англ. Handel’s Last Chance), в главной роли Леон Паунолл (англ. Leon Pownall)
- 1999 — «Ужин в четыре руки», в роли Генделя — Михаил Козаков
- 2009 — «Гендель» (нем. Händel — Der Film; реж. Ральф Плегер; NDR, Seelmannfilm; телевизионный), в заглавной роли — Маттиас Вибальк (нем. Matthias Wiebalck)

## Эпонимы
В честь Генделя назван кратер на Меркурии.

### Комментарии
1. ↑  От двух браков его отца: Доротея Элизабет Гендель (1644—1690) — жена Михаэля Бейера (1628—1668) и Захария Кляйнгемпеля (1648—1698), Готфрид Гендель (1645—1682), Анна Барбара Гендель (1646—1680) — жена Маттеуса Бенджамина Метцеля, Кристоф Гендель (1648—1648), Карл Гендель (1649—1713), София Розина Гендель (1652—1728), Доротея София Гендель (1687—1718) — жена юриста и военного советника Михаэля Дитриха Михаэльсена (1680—1748), которому родила пятерых детей, в том числе Иоганну Фридерику Михаэльсен (1711—1771), которая была замужем за юристом Иоганном Эрнстом фон Флёрке[нем.] (1695—1762), и Иоганна Кристиана Гендель (1690—1709)
2. ↑  В английских источниках, в частности в книге первого биографа композитора Джона Мейнуоринга (1760), указана неверная дата — 1684.
3. ↑  Существует ошибочное мнение, что Генделя пригласил Фердинандо Медичи (великий принц Тосканский), брат Джана Гастоне, однако здесь Архивная копия от 6 июня 2016 на Wayback Machine последовательно доказывается, что это был именно Джан Гастоне.
4. ↑  За пятнадцать лет до этого в Лондоне скончался известнейший английский композитор эпохи барокко Генри Пёрселл. Для Генделя его творчество служило ориентиром, чтобы освоить английский стиль.
5. ↑  Картина кисти художника Эдуарда Жана Конрада Хаммана (1819—1888).
6. ↑  Существует также легенда, что Гендель сочинил «Музыку на воде» (написана в период 1715—1717) именно в этот период для того, чтобы задобрить Георга I[49].
7. ↑  Итальянских композиторов также поддерживал принц Уэльский, враждовавший с Георгом I[16].
8. ↑  Фрагмент Антема впоследствии стал музыкальной основой для Гимна футбольной Лиги чемпионов УЕФА